# 팍상한 폭포

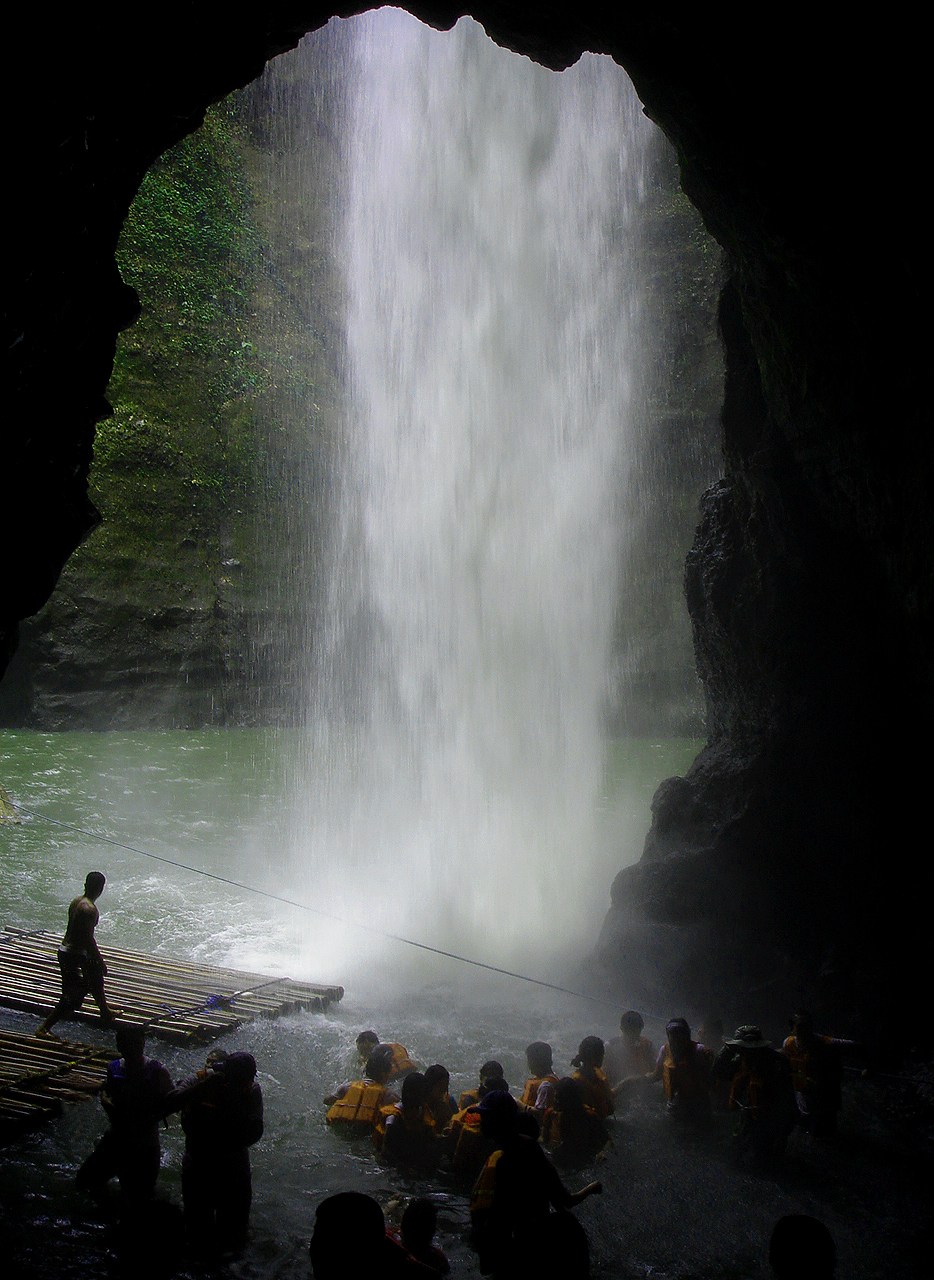

팍상한 폭포(Pagsanjan Falls)는 필리핀의 가장 유명한 폭포 가운데 하나이다. 라구나주에 위치해 있다.
팍상한은 세계 7대 절경의 하나에 속하며 필리핀을 대표하는 관광지다. 본래 이름은 Mag- dapio 폭포로 낙차가 100m에 이른다. ‘방카’라는 통나무를 이용해 폭포수를 즐길 수 있으며 급류타기 장소로도 유명하다. 이곳은 또한 ‘지옥의 묵시록’, ‘플래툰’ 등 영화의 촬영지로 사용된 곳이기도 하다.